# البيضاء الجديدة

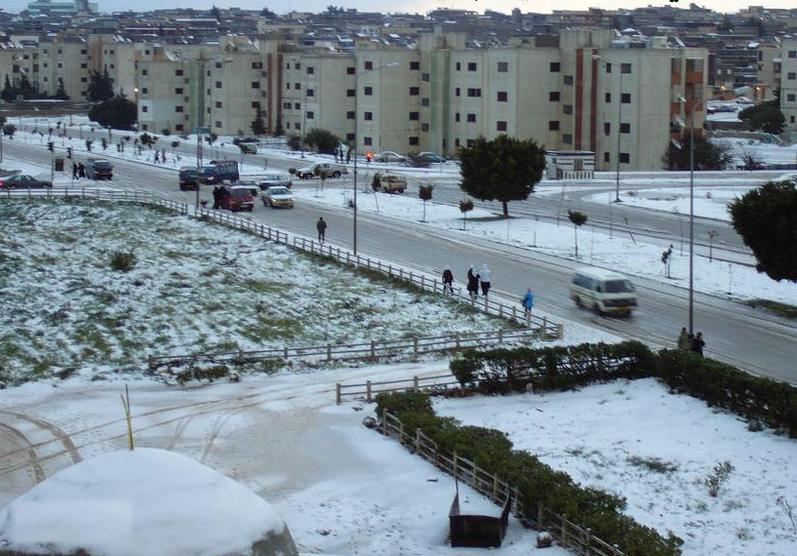
حي البيضاء الجديدة من الجهة الغربية

البيضاء الجديدة منطقة من مناطق مدينة البيضاء الليبية، يقع بين شرق رأس التراب وحي 54 غرباً. سميت البيضاء الجديدة بهذا لاعتبراها من احياء البيضاء الحديثة، حيث يعتبر من أكثر احياء البيضاء سكاناً.